# Desa Gondang (administrativ by i Indonesien, Jawa Timur, lat -7,39, long 111,86)
Desa Gondang är en administrativ by i Indonesien.   Den ligger i provinsen Jawa Timur, i den västra delen av landet, 600 km öster om huvudstaden Jakarta. Desa Gondang ligger vid sjön Waduk Pacal.